# Oshane Bailey
Oshane Bailey (ur. 9 sierpnia 1989 w Kingston) – jamajski lekkoatleta, sprinter.

## Osiągnięcia
- złoty medal mistrzostw Ameryki Środkowej i Karaibów juniorów (sztafeta 4 × 100 metrów, Port of Spain 2006)
- srebrny medal mistrzostw świata juniorów (sztafeta 4 × 100 metrów, Bydgoszcz 2008)
- złoty medal mistrzostw Ameryki Środkowej i Karaibów (sztafeta 4 × 100 metrów, Mayagüez 2011)
- srebrny medal mistrzostw Ameryki Środkowej i Karaibów (sztafeta 4 × 100 metrów, Morelia 2013)
- złoty medal mistrzostw świata (sztafeta 4 × 100 metrów, Moskwa 2013)
- złoty medal mistrzostw NACAC (sztafeta 4 × 100 metrów, San José 2015)
- brązowy medal IAAF World Relays (sztafeta 4 × 200 metrów, Nassau 2017)
- złoty medalista mistrzostw Jamajki

## Rekordy życiowe
- bieg na 60 metrów (hala) – 6,64 (2016)
- bieg na 100 metrów – 10,11 (2010) / 10,06w (2012)
- bieg na 100 metrów – 20,42 (2016)